# Liste des monuments historiques de Karlshausen
La Liste des monuments historiques de Karlshausen contient trois monuments historiques à Karlshausen, une municipalité allemande située dans le Land de Rhénanie-Palatinat et l'arrondissement d'Eifel-Bitburg-Prüm.

## Liste
| Monument                                 | Adresse     | Coordonnées                      | Notice | Protection | Date | Illustration                             |
| ---------------------------------------- | ----------- | -------------------------------- | ------ | ---------- | ---- | ---------------------------------------- |
| Église catholique St. Bartholomäus, 1861 | Dorfstraße  | 50° 01′ 23″ nord, 6° 13′ 32″ est |        |            |      | Église catholique St. Bartholomäus, 1861 |
| Chapelle, 1861                           | Hauptstraße | 50° 01′ 21″ nord, 6° 13′ 41″ est |        |            |      | Chapelle, 1861                           |
| Presbytère, autour 1800 (1819?)          | Langgasse 2 | 50° 01′ 23″ nord, 6° 13′ 30″ est |        |            |      | Image manquante Téléverser               |